# فينس ليستير
فينس ليستير (بالإنجليزية: Vince Lester)‏ هو سياسي أسترالي، ولد في 28 يوليو 1929 في تشارليفيل في أستراليا. حزبياً، نشط في الحزب الوطني الأسترالي في كوينزلاند ‏. وقد انتخب عضو المجلس التشريعي ولاية كوينزلاند.